# 島村貫倫
島村 貫倫（しまむら つらとも）は、幕末期の小倉藩藩士、家老。通称の島村 志津摩（しまむら しづま）の名で知られる。号は竹渓、三橋。禄高は1200石。

## 生涯
天保4年（1833年）3月28日、小倉城内において、島村十左衛門貫寵（つらたか）の長男として生まれる。母は長府藩家老である迫田伊勢之助の六女・クニ子（珠光院）。
天保13年（1842年）に10歳で家督と1200石の知行を相続した。その人となりは「剛果にして胆略あり、識量威重、常に同輩を圧す」と伝えられ、早くから才知を藩中に知られていた。特に師である兵法指南役・青木政美の影響を受け、平時にあっても水陸の軍事を講じ、士卒を率いて山野に駒を進める等、将たるに相応しい人物であったと伝えられている。
嘉永5年（1852年）に家老、安政元年（1854年）に勝手方引受家老に就任して河野通棣（河野四郎）と共に藩政改革を断行し、安政6年（1859年）には家老を退いて江戸詰となる。文久元年（1861年）に再び勝手方引受家老として復帰したが、文久2年（1862年）8月に小笠原棟敬と対立し、再び家老を退くこととなった。文久3年（1863年）5月、品川台場の小倉藩の警備責任者となるが、同年9月に小笠原棟敬が死去したこともあり、文久4年（1864年）2月に江戸・伏見警備から帰国。慶応元年（1865年）に小倉藩の一番備の士大将となった。
慶応2年（1866年）の第二次長州征討では小倉藩軍の先鋒として田の浦に出陣したが、長州藩軍の急襲を受けて小倉藩軍は敗退。8月に小倉城が放棄された後は金辺峠に小倉藩の本陣を置き、高津尾を前線基地として企救平野で長州藩と激戦を繰り広げた。10月には長州藩との停戦交渉が始まり、停戦交渉が不本意だった島村は療養のためと称して採銅所の宿所に引き籠ったが、12月には家老復帰の要請を受けて再び家老に就任した。
慶応3年（1867年）に周防国吉敷郡小郡において小倉藩と長州藩の和約が結ばれると、2月に島村は熊本に退避していた小笠原豊千代丸（小笠原忠忱）と貞順院に拝謁し、講和成立の次第を報告した。3月に1000石の加増と脇差と刀を拝領したが、加増については固辞している。
明治9年（1876年）8月18日に豊前国京都郡二崎において死去。享年44。島村の遺体は往時を思わせる正装で納棺され、遺体の周囲に茶殻を敷き詰めて、島村邸の背後の丘上に埋葬された。明治19年（1886年）11月、金辺峠に島村志津摩の頌徳碑が建てられる。明治28年（1895年）10月、二崎の龍門寺墓地から、小倉藩主小笠原氏の菩提寺である広寿山福聚寺に改葬された。